# L'Ennemi dans l'ombre (film)
L'Ennemi dans l'ombre est un film réalisé par Charles Gérard en 1959 et sorti en 1960.

## Synopsis
Paris : L'agent secret Georges Dandieu a été trouvé assassiné dans un garage de Montmartre. Le patron des services secrets (Bernard Blier) soupçonne la mystérieuse entreprise criminelle dite l'« Organisation » d'être responsable de ce meurtre. Celle-ci détient des documents secrets qu'elle souhaite vendre à la grande puissance la plus offrante. Mais ces documents sont sans valeur sans le code de décryptage que détient le patron des services secrets lui-même. Celui-ci charge alors son meilleur agent, Serge Cazals (Roger Hanin) d'enquêter sur l'« Organisation » pour y démasquer son chef. Mais plus il avance dans son enquête, sans cesse harcelé par l'ennemi, plus Cazals se rend compte qu'il tourne en rond. L'« Organisation » lui serait-elle plus familière qu'il ne l'avait imaginé ?

## Fiche technique
- Réalisation : Charles Gérard
- Scénario : Charles Gérard et Pascal Jardin
- Dialogues : Pascal Jardin
- Directeur de la photographie : Arthur Raimondo
- Production : Pierre Cottance, Michel et François Sweerts-Filmatec
- Distribution: Prodis
- Musique : Gilbert Bécaud et Raymond Bernard
- Année : 24 août 1960
- Durée : 1h25
- Genre : Policier
- Langue : Français
- noir et blanc

## Distribution
- Roger Hanin : Serge Cazals
- Estella Blain : Violaine
- Bernard Blier : Le Patron de Serge Cazals
- José Luis de Villalonga : Georges Dandieu
- Lise Delamare : La marquise de Caulaincourt
- Papouf : Le fils du Patron
- Michel Vitold : Le colonel Eric Urenbach
- Fabienne Dali : la chanteuse
- Lucie Daouphars : (créditée par son surnom « Lucky »)
- Jean Barthet : Le modiste
- Yves Barsacq : Gino Servantes
- Geneviève Thénier : L'amie de Julien Papon
- Roland Millet : L'homme dans la roseraie
- Gérard Hoffmann : Le directeur de la prison des Baumettes
- Luc Charpentier : Thierry Bertrand (crédité Jean-Luc Charpentier)
- Jacques Bézard : L'agent qui a piégé le téléphone de Cazals
- Guy-Henry : L'agent 34, tueur de Georges Dandieu
- Claude Cerval : Nilpiker
- Danielle Denis : Une fille dans le bar (non créditée)